# Sfireh
Sfireh (früher Sipri, arabisch السفيرة, DMG as-Safīra; Nordsyrisches Arabisch Sfīre) ist eine syrische Großstadt, die zum Gouvernement Aleppo gehört. Sie ist zugleich das administrative Zentrum des Sfireh-Distrikts. Die etwa 348 m über dem Meeresspiegel liegende Stadt hatte im Jahr 2007 106.382 Einwohner; sie ist damit die elftgrößte Stadt Syriens.

## Name
Der mittelalterliche Geograf Yaqut al-Hamawi benennt die Stadt أسفيرة / Asfīra, nicht السفيرة / as-Safīra, was indiziert, dass der definite Artikel in der modernen Aussprache ein Ergebnis der Hyperkorrektion ist. 
Sfireh war in der vorislamischen Zeit als Sipri bekannt. Geschichtswissenschaftler vermuten, dass der Name Sipri vom akkadischen Wort siparru (Bronze) kommen könnte, was zeigt, dass hier Kupfer abgebaut und Bronze bearbeitet wurde.

## Geschichte
In antiken Zeiten war Sfireh der Herkunftsort von Salz, das im nahegelegenen Dschabbul-See gesammelt wurde. Im Syrischen Bürgerkrieg wechselte die Stadt mehrfach den Besitzer.

## Archäologische Fundstätten
Die Sefire-Stelen wurden hier gefunden, darunter der Sfire-Vertrag I, der eine Gottheit namens Eljon („der Allerhöchste“) aus dem 8. Jahrhundert vor Christus erwähnt.